# Sobretta-Gavia-Gruppe
Die Sobretta-Gavia-Gruppe ist eine Gebirgsgruppe, die sich zwischen dem oberen Veltlin und dem oberen Valcamonica in den italienischen Provinzen Sondrio und Brescia erstreckt. Große Teile des Gebirges sind im Nationalpark Stilfserjoch unter Schutz gestellt.

## Lage
Die Sobretta-Gavia-Gruppe wird den Zentralalpen zugeordnet, da sie nördlich der geologischen Störung der Tonalelinie liegt, in allgemein regionalgeographischem Sinne aber zu den Südalpen gezählt, weil sie sich südlich der Längstalfurche Veltlin (Adda)–Vinschgau (Etsch) befinden.
Nach der Alpenvereinseinteilung der Ostalpen (AVE) wird die Gruppe wie folgt begrenzt:
- im Nordosten von den Ortler-Alpen die Linie Bormio–Gaviapass–Ponte di Legno
- zur Adamello-Presanella-Gruppe im Südosten mit dem Oglio (oberes Valcamonica) zwischen Ponte di Legno und Edolo als Grenze
- im Süden und Westen von den Bergamasker Alpen durch den Oberlauf des Ogliolo–Passo dell’Aprica–Tresenda/Valtellina und den Veltlin die Adda aufwärts bis Tirano
- im Nordwesten von den Livignoalpen der obere Veltlin bis Bormio

Bis zur Neuordnung der AVE 1984 wurde diese Gruppe nach der alten Moriggl-Einteilung (ME) von 1924 zur Ortlergruppe gerechnet. Nach italienischem Gebrauch zählt man sie zu den Rätischen Alpen.

## Wichtige Gipfel
| Gipfel                | Höhe (Meter) |
| --------------------- | ------------ |
| Monte Sobretta        | 3296 m       |
| Monte Gavia           | 3223 m       |
| Punta di Pietra Rossa | 3212 m       |
| Monte Vallecetta      | 3148 m       |
| Monte Serottini       | 2967 m       |

## Hütten und Wege
- Albergo Bonetta, 2.610 m, 16 Betten, privat – Aufstieg auf den Monte Gavia, Corno dei Tre Signori (3.359 m)
- Rifugio Berni al Gavia, 2.545 m, 41 Betten, CAI – Corno dei Tre Signori, Punta San Matteo (3.684 m), Pizzo Tresero (3.606 m)